# هشام البغلي
هشام حسين عبد الله طاهر البغلي من مواليد دولة الكويت في عام 1969 ، شارك في الانتخابات البرلمانية السادسة عشر 2012 في تاريخ الكويت ، والتي أجريت في يوم 1 ديسمبر 2012 ، وفاز بعضوية مجلس الامة الكويتي ( ديسمبر 2012 ) المبطل بحكم المحكمة الدستورية، عن الدائرة الثالثة بعدد اصوات
(2016) وحصل علي المركز السادس، حاصل على الماجستير في العلوم الهندسية وبكالوريوس في الهندسة المدنية وفاز سابقا بعضوية المجلس البلدي 2008 وعمل في قطاع الوقاية في الإدارة العامة للإطفاء ويحظى بعضوية جمعية المهندسين الكويتية.

## مواقفه في مجلس الأمة
| الكتل                                          | مستقل     |
| اللجان                                         | المستقلون |
| إحالة استجواب احمد الحمود إلى التشريعية (2013) | غير موافق |
| المداولة الأولى لإسقاط الفوائد (2013)          | ممتنع     |
| التصويت على مرسوم الصوت الواحد (2013)          | موافق     |
| تأجيل استجواب الأذينة (2013)                   | غير موافق |
| قانون مكافحة الإرهاب وغسل الأموال (2013)       | موافق     |